# روز ملی قرمز پوشیدن

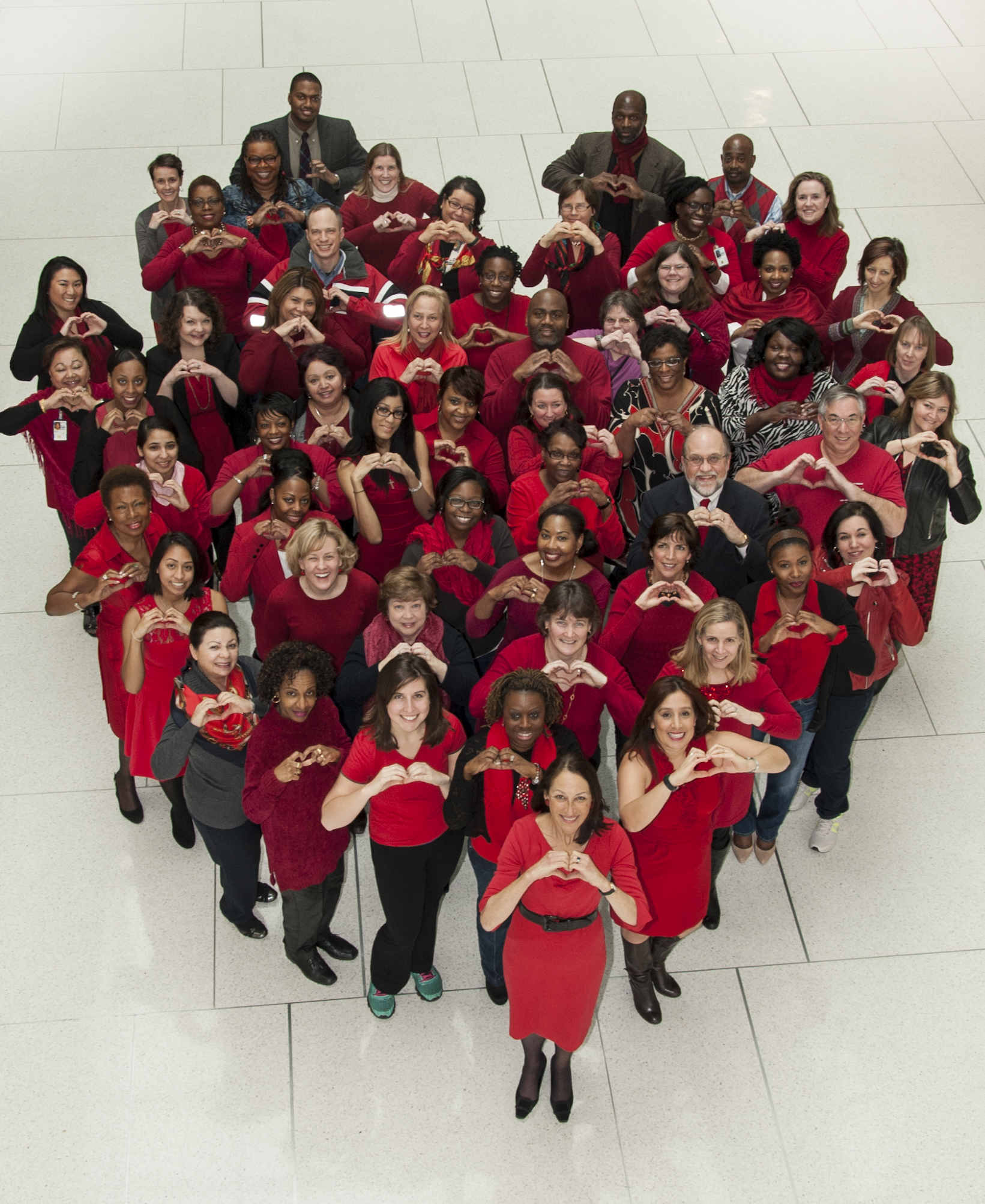
کارمندان سازمان غذا و داروی ایالات متحده روز قرمز پوشیدن را جشن گرفته‌اند.

روز ملی قرمز پوشیدن (به انگلیسی: National Wear Red Day) روزی در ماه فوریه است که بسیاری از مردم برای نشان دادن حمایت‌شان از آگاهی از بیماری قلبی، لباس قرمز می‌پوشند.

## در آمریکا
در ایالات متحده، روز ملی قرمز پوشیدن در اولین جمعۀ ماه فوریۀ هر سال برگزار می‌شود.
روز ملی پوشیدن قرمز توسط کمپین حقیقت قلب (به انگلیسی: The Heart Truth) حمایت می‌شود، که تحت نظارت مؤسسۀ ملی قلب، ریه و خون راه‌اندازی شده و خود این مؤسسه نیز بخشی از مؤسسۀ ملی سلامت وابسته به وزارت بهداشت و خدمات انسانی ایالات متحدۀ آمریکا به شمار می‌رود. حقیقت قلب یک کمپین ملی آگاهی برای زنان در مورد بیماری قلبی است. حقیقت قلب در سال ۲۰۰۲ لباس قرمز را به عنوان نماد ملی آگاهی از بیماری‌های قلبی زنان ایجاد و معرفی کرد. هدف از این کار این است که به زنان در مورد تهدید شمارۀ یک سلامتی آن‌ها هشدار داده شود.

## در انگلستان
در بریتانیا، روز قرمز پوشیدن در اولین جمعۀ فوریه برگزار می‌شود. این اقدام توسط صندوق جراحی قلب کودکان مستقر در یورکشایر برای افزایش آگاهی در مورد بیماری‌های مادرزادی قلب سازمان‌دهی شده است.